# 原州市

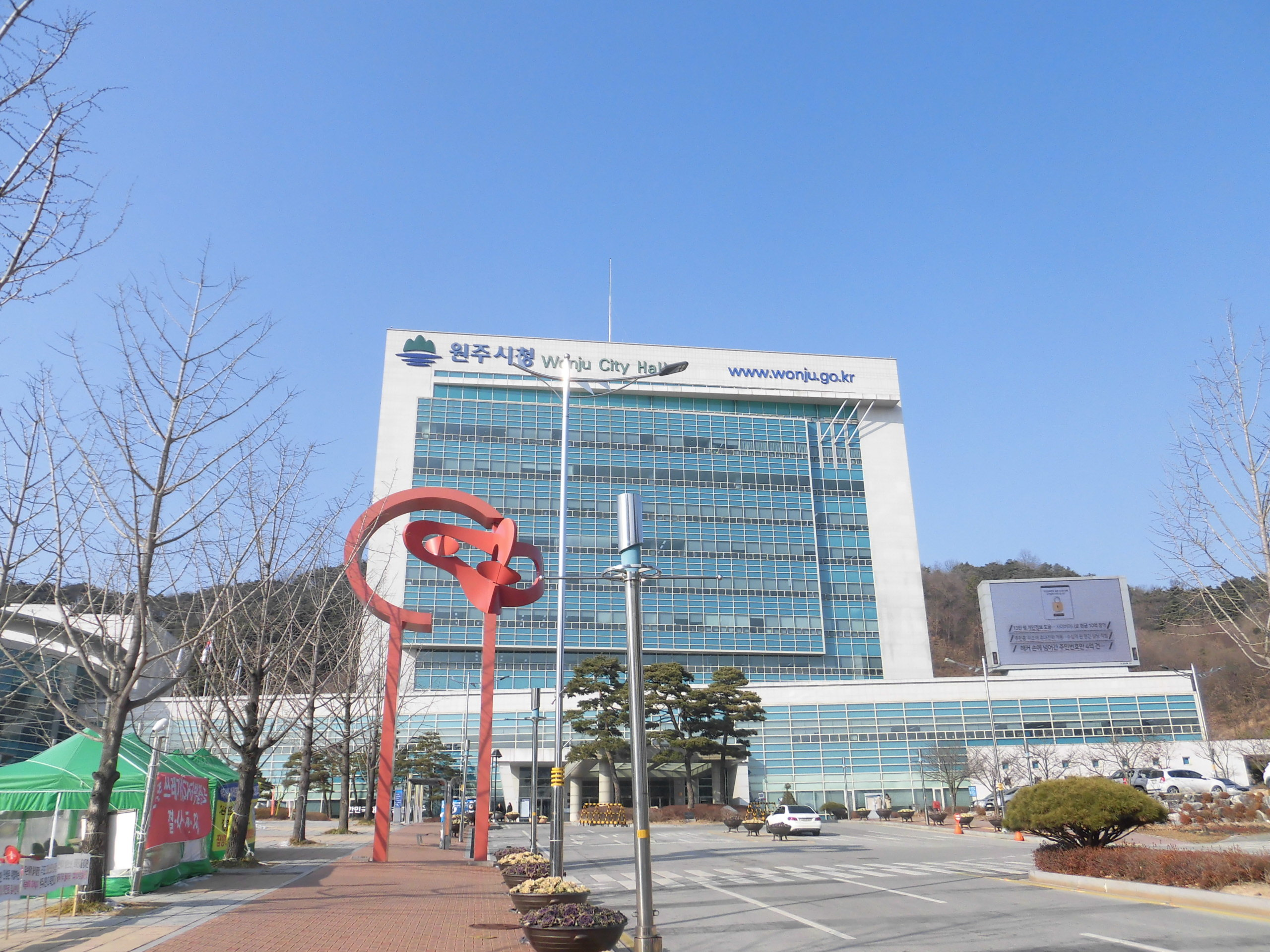
原州市庁

原州市（ウォンジュし）は、大韓民国江原特別自治道南部に位置する市。江原は江陵と原州を意味する。古くから韓紙の本場として知られている。市のスローガンは「Healthy Wonju」。

## 地理
北は江原特別自治道横城郡、東は寧越郡、南は忠清北道堤川市・忠州市、西は京畿道楊平郡・驪州市に接する。市域の東部に名山・雉岳山（チアクサン）が聳える。

## 歴史
- 古代 - 馬韓・百済の領土。
- 469年 - 高句麗の平原郡設置。
- 677年 - 統一新羅が北原小京を設置。
- 757年 - 北原京に改称。
- 940年 - 高麗太祖が原州と改称。
- 1018年 - 原州郡に改編。
- 1308年 - 原州牧（地方長官）設置。
- 1395年 - 李氏朝鮮の江原道に所属。

### 原州市
- 1955年9月1日 - 原州郡原州邑および板富面丹邱里・杏邱里、好楮面牛山里の区域をもって原州市を設置。[2]
- 1973年7月1日 - 原城郡好楮面加峴里・興業面茂実里および板富面の一部（観雪里・盤谷里）を編入。[3]
- 1995年
  - 1月1日 - 原州市・原州郡が合併し、改めて原州市が発足。（9面）
  - 3月1日 - 文幕面に京畿道驪州郡康川面垈屯里を編入し、文幕邑に昇格。（1邑8面）
- 2007年10月10日 - 江原道で初めて、人口30万人を超えた。
- 2015年5月1日 - 丹邱洞・盤谷観雪洞を管轄する丹邱・盤谷観雪行政センターを設置。
- 2020年1月31日 - 江原道で初めて人口35万人を超えた。

### 原州郡（原城郡）
- 1906年9月24日[4]
  - 左辺面・右辺面（現在の酒泉面)および水周面（現在の武陵桃源面）が寧越郡に編入された。
  - 古毛谷面（現在の書院面）が横城郡に編入された。
  - 康川面・池内面（現在の北内面金唐川東9ヶ里）が京畿道驪州郡に編入された。
- 1914年4月1日 - 郡面併合により、原州郡に10面67里が成立。[5][6]（10面）
  - 本部面・建登面・所草面・好楮面・地正面・富論面・貴来面・興業面・板富面・神林面

| 朝鮮総督府令第111号 |            |                                                        |
| 旧行政区画 | 新行政区画 | 新行政区画                                             |
| 原州郡本部面삼리 일부/본읍리 일부/(부흥사면)일리 일부/(판제면)하일리 일부、이리 일부/삼리 일부、본읍리 일부/삼리 일부、일리、이리 일부            | 本部面     | 上洞里、태장리、下洞里、花川里、흥양리                 |
| 原州郡地向谷面분삼리、이리/삼리 일부、삼리 일부、일리、사리 일부                                                                                  | 地正面     | 가곡리、간현리、보통리、안창리、판대리                 |
| 原州郡正之安面분일리/본이리 일부/삼리 일부、본일리 일부/이리 일부/삼리 일부、사리/삼리 일부                                                       | 地正面     | 무장리、신평리、월송리                                 |
| 原州郡好梅谷面삼리 일부/본사리 일부/분사리 일부、본사리 일부/분사리 일부/분오리 일부、오리、삼리 일부、일리/이리                                  | 好楮面     | 고산리、광격리、대덕리、옥산리、주산리                 |
| 原州郡楮田洞面일리、삼리、사리 일부、삼리 | 好楮面     | 가현리、만종리、沙川里、우산리                         |
| 原州郡富興寺面이리 일부/삼리 일부/(판제면)본이리 일부、일리 일부/(판제면)본이리 일부、이리 일부/삼리 일부/사리 일부、오리/사리 일부               | 板富面     | 관설리、금대리、반곡리、행구리                         |
| 原州郡板梯面 상일리/하일리 일부/(부흥사면)일리 일부、분이리、본삼리/분삼리                                                                        | 板富面     | 단구리、서곡리                                         |
| 原州郡板梯面 상일리/하일리 일부/(부흥사면)일리 일부、분이리、본삼리/분삼리                                                                        | 今勿山面   | 무실리                                                 |
| 原州郡今勿山面초일리、이리/분사리、분일리/분오리                                                                                                  | 今勿山面   | 대안리、매지리、흥업리                                 |
| 原州郡沙堤面분칠리/분팔리、분삼리 일부/분사리 일부/분오리 일부/(미내면)칠리 일부、분육리/분오리 일부、분일리/분이리 일부、분삼리 일부/분이리 일부 | 今勿山面   | 사제리                                                 |
| 原州郡沙堤面분칠리/분팔리、분삼리 일부/분사리 일부/분오리 일부/(미내면)칠리 일부、분육리/분오리 일부、분일리/분이리 일부、분삼리 일부/분이리 일부 | 建登面     | 건등리、동화리、반계리、취병리                         |
| 原州郡彌乃面삼리/사리、팔리/칠리 일부/(사제면)분사리 일부、일리/이리、오리/육리、구리                                                             | 建登面     | 궁촌리、문막리、비두리、포진리、후용리                 |
| 原州郡加里坡面일리 일부、일리 일부、이리、삼리、사리、오리、육리                                                                                  | 加里坡面   | 신림리、금창리、구학리、용암리、성남리、황둔리、송계리 |
| 原州郡所草面본사리、오리、초일리/분일리/분사리、이리、칠리、본육리/본육리、팔리                                                                   | 所草面     | 평장리、의관리、장양리、수암리、교항리、둔둔리、학곡리 |
| 原州面富論面삼리/사리/이리 일부、오리、이리 일부/분일리 일부、본육리/분육리、칠리 일부、본일리/분일리 일부                                        | 부론면     | 법천리、손곡리、정산리、흥호리、노림리、단강리         |
| 原州郡貴来面이리、삼리/분삼리/양아기리、분이리、분일리、초일리                                                                                    | 貴来面     | 운남리、귀래리、운계리、주포리、용암리                 |
- 1937年7月1日（1邑9面）
  - 原州面が原州邑に昇格。[7]
  - 建登面が文幕面に改称。
- 1938年10月1日（1邑9面）
  - 好楮面沙川里・板富面丹邱里の一部が原州邑に編入。[8]
  - 原州邑の一部が所草面に編入。
- 1953年 - 朝鮮戦争最後の激戦地となる。
- 1955年9月1日 - 原州市の設置に伴い、原州郡が原城郡に改称。（9面）
- 1973年7月1日 - 好楮面加峴里、興業面茂実里、板富面観雪里・盤谷里が原州市に編入（9面）。
- 1983年2月15日 - 横城郡書院面梅湖里・山峴里および鴨谷里の一部が好楮面に編入。[9]（9面）
- 1989年1月1日 - 原城郡が原州郡に改称。[10]（9面）
- 1995年1月1日 - 原州郡が原州市と合併し、改めて原州市が発足。原州郡廃止。

## 行政

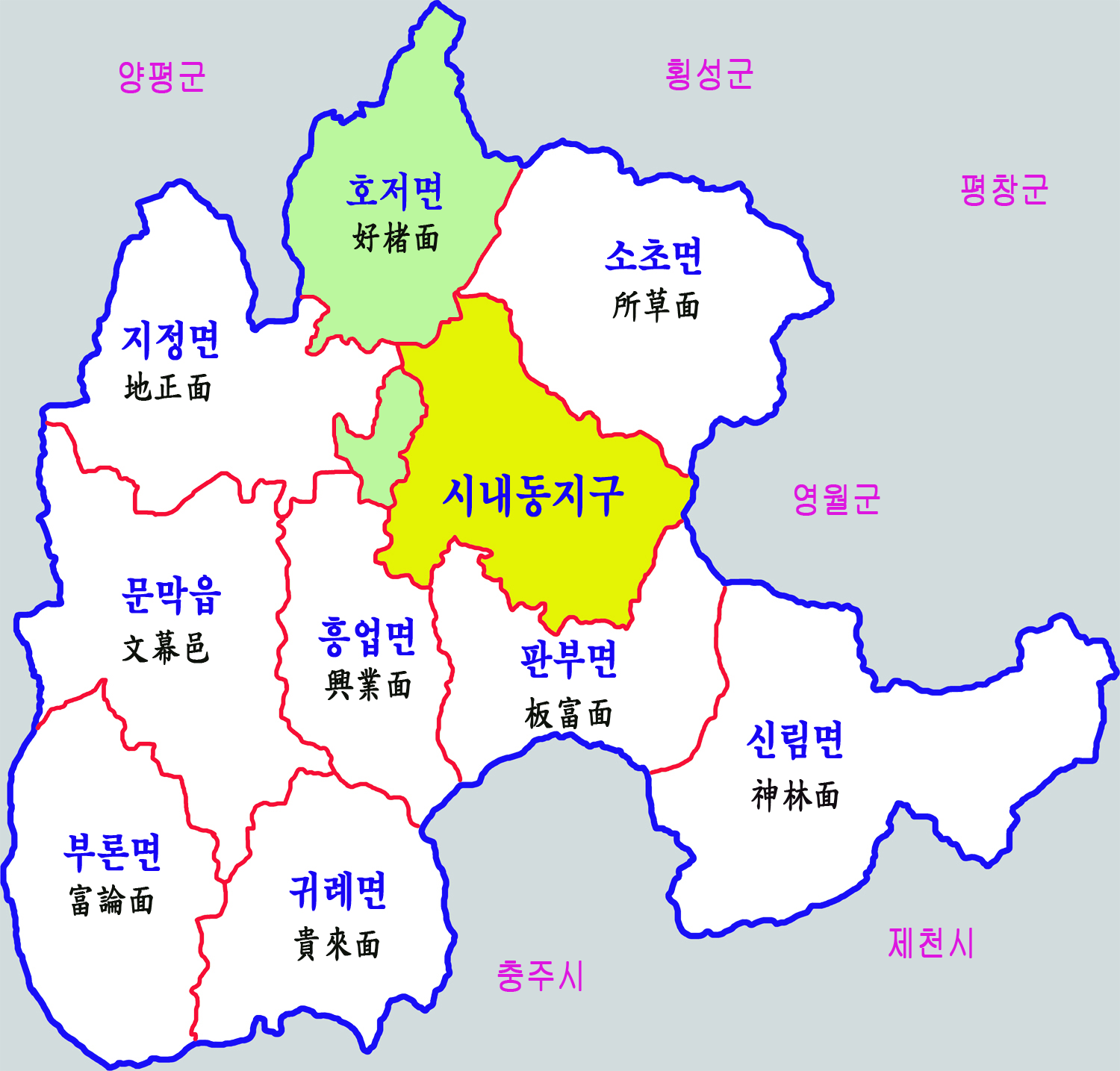
行政区域図

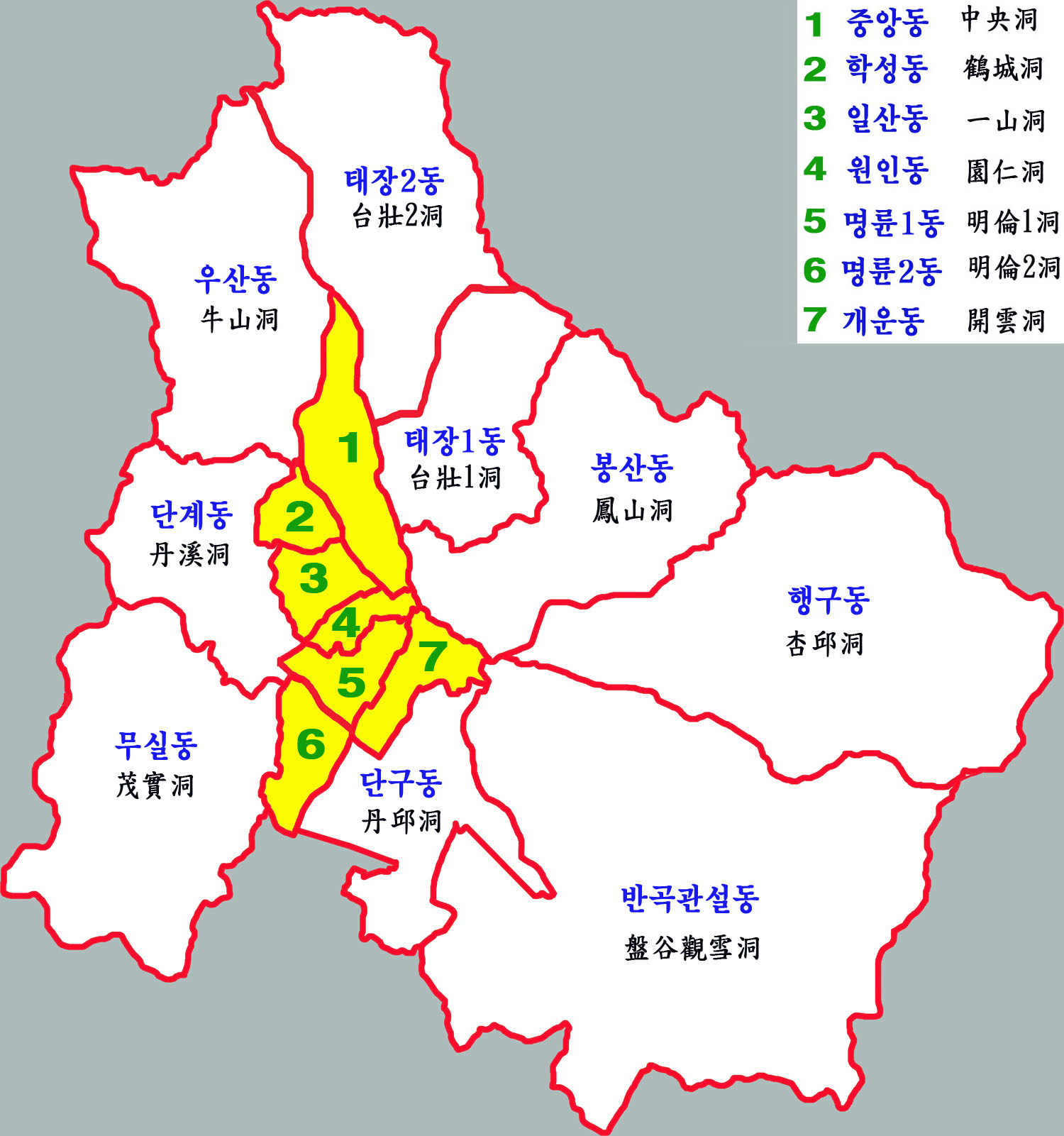
中心市街地の行政区域図

### 行政区域
| 行政洞・邑・面 | 法定洞・法定里                                                                 |
| -------------- | ------------------------------------------------------------------------------ |
| 中央洞         | 中央洞、平原洞、鶴城洞                                                         |
| 園仁洞         | 園洞、仁洞                                                                     |
| 開運洞         | 開運洞、丹邱洞                                                                 |
| 明倫1洞        | 明倫洞                                                                         |
| 明倫2洞        | 明倫洞                                                                         |
| 丹邱洞         | 丹邱洞                                                                         |
| 一山洞         | 一山洞                                                                         |
| 鶴城洞         | 鶴城洞                                                                         |
| 丹渓洞         | 丹渓洞                                                                         |
| 牛山洞         | 牛山洞、加峴洞                                                                 |
| 台壮1洞        | 台壮洞、鳳山洞                                                                 |
| 台壮2洞        | 台壮洞、加峴洞                                                                 |
| 鳳山洞         | 鳳山洞                                                                         |
| 杏邱洞         | 杏邱洞                                                                         |
| 茂実洞         | 丹渓洞、茂実洞                                                                 |
| 盤谷観雪洞     | 観雪洞、盤谷洞                                                                 |
| 文幕邑         | 文幕里、桐華里、碑頭里、翠屏里、宮村里、建登里、厚用里、浦津里、磻渓里、垈屯里 |
| 所草面         | 平庄里、衣冠里、長陽里、興陽里、寿岩里、橋項里、屯々里、鶴谷里                 |
| 好楮面         | 珠山里、高山里、大徳里、光格里、万鍾里、玉山里、茂長里、龍谷里、山峴里、梅湖里 |
| 地正面         | 艮峴里、安昌里、佳谷里、判垈里、新坪里、月松里、普通里                         |
| 富論面         | 法泉里、蓀谷里、鼎山里、興湖里、魯林里、丹江里                                 |
| 貴来面         | 雲南里、貴来里、雲係里、周浦里、龍岩里                                         |
| 興業面         | 興業里、梅芝里、沙堤里、大安里                                                 |
| 板富面         | 金垈里、瑞谷里、新村里                                                         |
| 神林面         | 神林里、金昌里、九鶴里、龍岩里、城南里、黄屯里、松桂里                         |

### 警察
- 原州警察署

### 消防
- 原州消防署

## 気候
最高気温極値は38.8℃（2018年8月15日）、最低気温極値は-27.6℃（1981年1月5日）、最深積雪は46.0cm（2013年2月7日）である。
| 原州市の気候                                                | 原州市の気候  | 原州市の気候  | 原州市の気候 | 原州市の気候 | 原州市の気候 | 原州市の気候  | 原州市の気候   | 原州市の気候   | 原州市の気候  | 原州市の気候 | 原州市の気候 | 原州市の気候  | 原州市の気候   |
| 月                                                          | 1月           | 2月           | 3月          | 4月          | 5月          | 6月           | 7月            | 8月            | 9月           | 10月         | 11月         | 12月          | 年             |
| ----------------------------------------------------------- | ------------- | ------------- | ------------ | ------------ | ------------ | ------------- | -------------- | -------------- | ------------- | ------------ | ------------ | ------------- | -------------- |
| 最高気温記録 °C （°F）                                      | 13.9 (57)     | 21.1 (70)     | 24.5 (76.1)  | 33.2 (91.8)  | 34.1 (93.4)  | 35.3 (95.5)   | 38.0 (100.4)   | 38.8 (101.8)   | 34.2 (93.6)   | 28.6 (83.5)  | 25.5 (77.9)  | 16.5 (61.7)   | 38.8 (101.8)   |
| 平均最高気温 °C （°F）                                      | 2.4 (36.3)    | 5.6 (42.1)    | 11.8 (53.2)  | 19.1 (66.4)  | 24.4 (75.9)  | 28.1 (82.6)   | 29.7 (85.5)    | 30.3 (86.5)    | 25.9 (78.6)   | 20.0 (68)    | 12.0 (53.6)  | 4.3 (39.7)    | 17.8 (64)      |
| 日平均気温 °C （°F）                                        | −3.1 (26.4)   | −0.3 (31.5)   | 5.5 (41.9)   | 12.2 (54)    | 17.9 (64.2)  | 22.4 (72.3)   | 25.1 (77.2)    | 25.3 (77.5)    | 20.2 (68.4)   | 13.3 (55.9)  | 6.0 (42.8)   | −1.1 (30)     | 12.0 (53.6)    |
| 平均最低気温 °C （°F）                                      | −8.0 (17.6)   | −5.6 (21.9)   | −0.3 (31.5)  | 5.7 (42.3)   | 11.8 (53.2)  | 17.3 (63.1)   | 21.4 (70.5)    | 21.5 (70.7)    | 15.5 (59.9)   | 7.8 (46)     | 1.0 (33.8)   | −5.7 (21.7)   | 6.9 (44.4)     |
| 最低気温記録 °C （°F）                                      | −27.6 (−17.7) | −23.7 (−10.7) | −13.8 (7.2)  | −6.7 (19.9)  | 0.9 (33.6)   | 5.5 (41.9)    | 11.5 (52.7)    | 9.8 (49.6)     | 2.0 (35.6)    | −6.9 (19.6)  | −15.1 (4.8)  | −26.8 (−16.2) | −27.6 (−17.7)  |
| 降水量 mm （inch）                                          | 18.0 (0.709)  | 28.5 (1.122)  | 43.8 (1.724) | 73.0 (2.874) | 86.1 (3.39)  | 136.7 (5.382) | 357.8 (14.087) | 289.8 (11.409) | 147.0 (5.787) | 52.7 (2.075) | 42.1 (1.657) | 23.5 (0.925)  | 1,299 (51.142) |
| 平均降水日数 （≥0.1 mm）                                    | 6.7           | 6.2           | 8.1          | 8.9          | 8.9          | 10.1          | 16.6           | 14.9           | 9.2           | 6.0          | 8.5          | 7.6           | 111.7          |
| % 湿度                                                      | 64.0          | 60.5          | 57.9         | 56.4         | 61.3         | 67.1          | 76.3           | 75.8           | 73.3          | 71.1         | 68.6         | 66.8          | 66.6           |
| 平均月間日照時間                                            | 162.5         | 164.5         | 189.5        | 199.7        | 217.2        | 186.2         | 132.4          | 153.7          | 166.2         | 188.4        | 148.7        | 154.2         | 2,063.2        |
| 出典：韓国気象庁 (平均値：1991年-2020年、極値：1971年-現在) |               |               |              |              |              |               |                |                |               |              |              |               |                |

## 軍事
市の北部に韓国軍第1野戦軍司令部や在韓米軍基地が所在。
米軍キャンプ名：Camp Eagle、Camp Long

## スポーツ
原州市は韓国バスケットボールリーグ（KBL）の原州DBプロミが本拠地としており、2020年から2022年まで日本人選手の中村太地も所属していた。また、江原特別自治道をホームタウンとするサッカークラブ、Kリーグ『江原FC』のホームスタジアムの1つとして、原州総合運動場が使用されている。さらに韓国を代表する総合格闘技団体、ROAD FCの本部は原州市に存在する。
| 種目 | チーム名     | 創立年度 | ホーム競技場 |
| KBL  | 原州DBプロミ | 1996年   | 雉岳体育館   |

## 友好都市・姉妹都市
- 千葉県市川市（日本）
- 埼玉県東松山市（日本）
- 岐阜県美濃市（日本）
- 山東省煙台市（中華人民共和国）
- 安徽省合肥市（中華人民共和国）
- バージニア州ロアノーク（アメリカ合衆国）
- アルバータ州エドモントン（カナダ）

## 交通

### 航空
- 原州空港（ターミナルビルは市庁より15km北北東の横城郡に所在、済州路線のみ）

### 高速道路
- 嶺東高速道路（50号線）
  - 文幕サービスエリア（仁川方向のみ）- 文幕インターチェンジ - 文幕サービスエリア（江陵方向のみ） - 万鍾ジャンクション - 原州インターチェンジ
- 中央高速道路（55号線）
  - 神林インターチェンジ - 雉岳サービスエリア - 南原州インターチェンジ - 万鍾ジャンクション - 北原州インターチェンジ - 原州サービスエリア

### バス
- 原州高速バスターミナル（朝鮮語版） - 原州駅の2km南西にある。
  - ソウル高速バスターミナルへは毎時3～4本運行、所要時間1時間30分。その他江陵・光州行きが発着。
- 原州市外バスターミナル（朝鮮語版） - 高速バスターミナルの道路向かいにある。
  - 東ソウル総合ターミナルへは毎時4～7本運行。その他仁川国際空港・釜山総合高速バスターミナル・大田・忠州・春川行きなど各地へ運行。

### 鉄道
- 韓国鉄道公社（KORAIL）
  - 中央線：西原州駅 - 原州駅
    - 首都圏電鉄京義・中央線が市内まで延伸される計画がある[15]。

  - 京江線：西原州駅 - 万鍾駅

## 著名な出身者
- 崔圭夏
- 李起昊
- ハン・ソヒ